# Alliancen for et nyt Kosovo
Alliancen for et nyt Kosovo (albansk: Aleanca Kosova e Re, forkortet AKR) er et liberal parti i Kosovo. Det blev grundlagt 17. marts 2006 af Behgjet Pacolli, direktør for et stort byggefirma.
Ved det første valg til Kosovos parlament, som partiet deltog i, i 2007 opnåede AKR 12,3% af stemmerne og vandt derved 13 af de 120 pladser i parlamentet som det tredjestørste parti efter PDK og LDK. AKR fungerede som en del af regeringsgrundlaget, men var ikke med i regeringen. Ved valget i 2010 gik partiet lidt tilbage, idet 10,8% stemte på det, hvilket gav 12 mandater.